# Toby's Bow
Toby's Bow er en amerikansk stumfilm fra 1919 af Harry Beaumont.

## Medvirkende
- Tom Moore som Tom Blake
- Doris Pawn som Eugenia
- Macey Harlam som Dubois
- Arthur Housman som Bagby
- Colin Kenny som Bainbridge